# Manchester City Football Club 2007-2008
Questa pagina raccoglie i dati riguardanti il Manchester City Football Club nelle competizioni ufficiali della stagione 2007-2008.

## Stagione
Nonostante la posizione in campionato, la società si qualificò alla Coppa UEFA dell'anno successivo in quanto vincitore del UEFA Fair Play ranking.

## Maglie e sponsor
Lo sponsor tecnico per la stagione 2007-2008 è Le Coq Sportif, mentre lo sponsor ufficiale è Thomas Cook.
| Casa | Trasferta | Terza divisa |

## Rosa
| N. |                        | Ruolo | Calciatore        |
| -- | ---------------------- | ----- | ----------------- |
| 1  | Svezia (bandiera)      | P     | Andreas Isaksson  |
| 2  | Inghilterra (bandiera) | D     | Micah Richards    |
| 3  | Inghilterra (bandiera) | D     | Michael John Ball |
| 4  | Inghilterra (bandiera) | D     | Nedum Onuoha      |
| 6  | Inghilterra (bandiera) | C     | Michael Johnson   |
| 7  | Irlanda (bandiera)     | C     | Stephen Ireland   |
| 8  | Brasile (bandiera)     | C     | Geovanni          |
| 9  | Belgio (bandiera)      | A     | Émile Mpenza      |
| 10 | Italia (bandiera)      | A     | Rolando Bianchi   |
| 11 | Brasile (bandiera)     | C     | Elano             |
| 12 | Inghilterra (bandiera) | A     | Darius Vassell    |
| 14 | Scozia (bandiera)      | A     | Paul Dickov       |
| 15 | Bulgaria (bandiera)    | C     | Martin Petrov     |
| 16 | Croazia (bandiera)     | D     | Vedran Ćorluka    |
| 17 | Cina (bandiera)        | D     | Sun Jihai         |
| 18 | Inghilterra (bandiera) | D     | Danny Mills       |
| 19 | Danimarca (bandiera)   | P     | Kasper Schmeichel |
| 20 | Ecuador (bandiera)     | A     | Felipe Caicedo    |

| N. |                        | Ruolo | Calciatore               |
| -- | ---------------------- | ----- | ------------------------ |
| 21 | Germania (bandiera)    | C     | Dietmar Hamann           |
| 22 | Irlanda (bandiera)     | D     | Richard Dunne (capitano) |
| 24 | Spagna (bandiera)      | D     | Javier Garrido           |
| 25 | Inghilterra (bandiera) | P     | Joe Hart                 |
| 26 | Inghilterra (bandiera) | D     | Matthew Mills            |
| 27 | Zimbabwe (bandiera)    | A     | Benjani Mwaruwari        |
| 28 | Svizzera (bandiera)    | C     | Gelson Fernandes         |
| 29 | Bulgaria (bandiera)    | A     | Valeri Bojinov           |
| 30 | Messico (bandiera)     | C     | Nery Castillo            |
| 33 | Galles (bandiera)      | A     | Ched Evans               |
| 34 | Inghilterra (bandiera) | D     | Sam Williamson           |
| 36 | Inghilterra (bandiera) | A     | Daniel Sturridge         |
| 37 | Nigeria (bandiera)     | C     | Kelvin Etuhu             |
| 38 | Inghilterra (bandiera) | D     | Shay Logan               |
|    | Grecia (bandiera)      | A     | Giōrgos Samaras          |
|    | Francia (bandiera)     | C     | Ousmane Dabo             |
|    | Scozia (bandiera)      | C     | Marc Laird               |

## Calciomercato

### Sessione estiva(dall'1/7 all'1/9)
| Acquisti | Acquisti          | Acquisti          | Acquisti                    |
| R.       | Nome              | da                | Modalità                    |
| -------- | ----------------- | ----------------- | --------------------------- |
| P        | Richard Martin    | Brighton          | definitivo (0 milioni €)    |
| P        | Kasper Schmeichel | Falkirk           | fine prestito               |
| P        | Joe Hart          | Blackpool         | fine prestito               |
| D        | Javier Garrido    | Real Sociedad     | definitivo (2.25 milioni €) |
| D        | Vedran Ćorluka    | Dinamo Zagabria   | definitivo (13 milioni €)   |
| D        | Matthew Mills     | Colchester Utd    | fine prestito               |
| D        | Nathan D'Laryea   | Macclesfield Town | fine prestito               |
| C        | Geovanni          | Cruzeiro          | definitivo (0 milioni €)    |
| C        | Martin Petrov     | Atlético Madrid   | definitivo (7 milioni €)    |
| C        | Gelson Fernandes  | Sion              | definitivo (5.5 milioni €)  |
| C        | Elano             | Šachtar           | definitivo (12 milioni €)   |
| A        | Ashley Grimes     | Swindon Town      | fine prestito               |
| A        | Valeri Bojinov    | Fiorentina        | definitivo (8 milioni €)    |
| A        | Rolando Bianchi   | Reggina           | definitivo (13 milioni €)   |

| Cessioni | Cessioni          | Cessioni       | Cessioni                   |
| -------- | ----------------- | -------------- | -------------------------- |
| P        | Nicky Weaver      | Charlton       | definitivo (0 milioni €)   |
| P        | Kasper Schmeichel | Cardiff City   | prestito                   |
| D        | Stephen Jordan    | Burnley        | definitivo (0 milioni €)   |
| D        | Sylvain Distin    | Portsmouth     | definitivo (0 milioni €)   |
| D        | Hatem Trabelsi    |                | svincolato                 |
| D        | Danny Mills       | Charlton       | prestito                   |
| D        | Shay Logan        | Grimsby Town   | prestito                   |
| D        | Matthew Mills     | Doncaster      | prestito                   |
| D        | Nathan D'Laryea   | Rochdale       | definitivo (0 milioni €)   |
| C        | Trevor Sinclair   | Cardiff City   | definitivo (0 milioni €)   |
| C        | Joey Barton       | Newcastle Utd  | definitivo (8.6 milioni €) |
| C        | Marc Laird        | Port Vale      | prestito                   |
| C        | Djamel Abdoun     | Ajaccio        | fine prestito              |
| A        | Ishmael Miller    | West Bromwich  | definitivo (1.5 milioni €) |
| A        | Paul Dickov       | Crystal Palace | prestito                   |
| A        | Bernardo Corradi  | Parma          | prestito (0.2 milioni €)   |

### Sessione invernale(dal 7/1 al 2/2)
| Acquisti | Acquisti          | Acquisti     | Acquisti                   |
| R.       | Nome              | da           | Modalità                   |
| -------- | ----------------- | ------------ | -------------------------- |
| P        | Kasper Schmeichel | Cardiff City | fine prestito              |
| C        | Nery Castillo     | Šachtar      | prestito (5 milioni €)     |
| C        | Marc Laird        | Port Vale    | fine prestito              |
| A        | Felipe Caicedo    | Basilea      | definitivo (7 milioni €)   |
| A        | Benjani           | Portsmouth   | definitivo (5.2 milioni €) |

| Cessioni | Cessioni        | Cessioni       | Cessioni                 |
| R.       | Nome            | a              | Modalità                 |
| -------- | --------------- | -------------- | ------------------------ |
| C        | Marc Laird      | Millwall       | definitivo (0 milioni €) |
| C        | Ousmane Dabo    | Lazio          | definitivo               |
| C        | Kelvin Etuhu    | Leicester City | prestito                 |
| A        | Rolando Bianchi | Lazio          | prestito                 |
| A        | Giōrgos Samaras | Celtic         | prestito                 |